# Вельке Тер'яковце
Вельке Тер'яковце (словац. Veľké Teriakovce, угор. Bakostörék) — село, громада в окрузі Рімавска Собота, Банськобистрицький край, Словаччина. Кадастрова площа громади — 22,35 км². Населення — 870 осіб (за оцінкою на 31 грудня 2017 р.).
Перша згадка 1334 року як Turek. Історичні назви поселення на дати: Inferior Thewrek (1515), Terjakowce (1773), Bakaj Terjakowce (1786), Veľké Terjakovce (1920), з 1927-го Veľké Teriakovce, угор. Bakostörék.

## Географія
Розташоване на правому березі річки Рімава.

## Населення
| Рік:            | 1994. | 2004.   | 2014.   | 2024.   |
| --------------- | ----- | ------- | ------- | ------- |
| Кількість осіб: | 836   | 914     | 884     | 833     |
| Різниця:        |       | +9,33 % | -3,28 % | -5,76 % |

| Рік:            | 2023. | 2024.   |
| --------------- | ----- | ------- |
| Кількість осіб: | 845   | 833     |
| Різниця:        |       | -1,42 % |

## Транспорт
Автошлях 72 (Cesty I. triedy).
Залізнична станція Вельке Тер'яковце (на лівому березі Рімави) на лінії Jesenské — Brezno-Halne.